# RICE
RICE (Radio Ice Cherenkov Experiment, льодовий черенковський радіоексперимент) — експеримент, який проводився для виявлення черенковського радіовипромінювання від взаємодії нейтрино надвисоких енергій (понад 1 ПеВ) з молекулами льоду в льодовиковій шапці Антарктики. Цілі цього експерименту полягають у визначенні потенціалу техніки радіодетектування для вимірювання потоку космічних нейтрино високих енергій, визначення джерел цього потоку та вимірювання поперечних перерізів реакцій нейтрино на нуклонах при енергіях, вищих за ті, що доступні на наявних прискорювачах.
Експеримент проводився 1999—2012 роках (прототипи до 1999 року, збір даних у 1999—2010 роках). Радіоприймачі експерименту були розташовані на глибині 100—350 метрів під крижаним покривом просто під обсерваторією Мартіна Померанца на станції Амудсен-Скот. Обладнання для експерименту розташовувалося в будівлі обсерваторії Мартіна Померанца. Отвори для приймачів були спочатку просвердлені для експерименту AMANDA, а потім (після закриття AMANDA в 2009 році) IceCube; RICE використовував отвори як вторинний експеримент.

## Експеримент та результати
Протягом південного літа 1995—1996 років успішно встановили дві антени. Протягом сезону 1996—1997 років прототип із трьох антен розгорнули у свердловинах AMANDA на глибині 140—210 метрів. Цей прототип продемонстрував можливість успішного розгортання приймачів і передавачів і дозволив оцінити шуми в глибині криги. Ще кілька приймачів і передавачів розгорнули в трьох нових свердловинах AMANDA протягом сезону 1997—1998 років, потім у спеціально пробурених для RICE неглибоких «сухих» свердловинах протягом сезону 1998—1999 років і, нарешті, у кількох свердловинах AMANDA, пробурених у сезоні 1999—2000 років. П'ять років збору даних дали найжорсткіші верхні межі для потоку нейтрино в інтервалі 50 ПеВ – 1 ЕеВ, а також для відхилень поперечних перерізів від Стандартної моделі та на пошук збігів нейтрино з гамма-спалахами.
З 2008—2009 років продовженням RICE став експеримент NARC.
У 2012 році опубліковано результати повної обробки даних, зібраних RICE і NARC у 2000—2010 роках і оголошено, що тепер збір даних завершено. Нейтрино надвисоких енергій не було виявлено, що відповідає теоретичним очікуванням.
Застосування черенковського радіовипромінювання для виявлення нейтрино продовжили в експерименті-наступнику RICE, ARA (Askaryan Radio Array), до якого перейшли обладнання RICE і деякі дослідники. ARA також розгорнутий під льодом станції Амудсен-Скот. Перший прототип ARA випробували влітку 2010—2011 років.